# Lingyuanopterus
Lingyuanopterus – rodzaj pterozaura z rodziny Istiodactylidae.
Skamieniałości nieznanego nauce zwierzęcia znaleziono na północnym wschodzie Chin, w prowincji Liaoning, w Lingyuan i Sihedang. Spoczywały wśród skał formacji Jiufotang, datowanej na apt w epoce kredy wczesnej. Prawie kompletna czaszka z żuchwą oraz dźwigacz z obrotnikiem posłużyły za holotyp nowego rodzaju. Skatalogowano je jako okaz IVPP V 17940. Przechowuje go Chińska Akademia Nauk. Budowa kości pozwoliła zaliczyć znalezisko do pterozaurów z grupy pterodaktyli i wczesnokredowej rodziny Istiodactylidae. Pierwszym jej członkiem był opisany na początku XX wieku z Anglii Ornithodesmus latidens, przeniesiony później do rodzaju istiodaktyl. Kolejne 7 gatunków opisano z Chin, mianowicie Liaoxipterus brachyognathus, Nurhachius ignaciobritoi i N. luei, Istiodactylus sinensis, Longchengpterus zhaoi, Hongshanopterus lacustris i Luchibang xingzhe. Nowo znalezione kości różniły się jednak od poprzednich. Autorzy opisują dwie autapomorfie nowego rodzaje: krótkie trójkątne korony zębów o krótkich mezjalnych i dystalnych kilach ograniczonych do tylnych zębów oraz spojenie żuchwy obejmujące jedną czwartą jej długości. Wśród innych cech diagnostycznych kreatorzy rodzaju wskazują budowę wyrostka zaoczodołowego, wyrostka jarzmowego kości łzowej i wyrostka łzowego.
Xu i współpracownicy opisali rodzaj w 2022. Nadali mu nazwę Lingyuanopterus. Lingyuan odnosi się do miejsca znalezienia pozostałości zwierzęcia. Pterus wywodzi się z greki i oznacza skrzydło. W rodzaju umieszczono pojedynczy gatunek nazwany Lingyuanopterus camposi. Epitet gatunkowy honoruje brazylijskiego paleontologa nazwiskiem Diogenes de Almeida Campos. Xu i inni pragnęli w ten sposób docenić jego wkład w chińsko-brazylijską współpracę paleontologiczną. Autorzy przeprowadzili analizę filogenetyczną, w wyniku której najbliższymi krewnymi nowego rodzaju okazały się Istiodactylus Laoxipterus i Luchibang, tworzące razem klad, którego Lingyuanopterus stanowi grupę siostrzaną.